# Баньцзи
Ба́ньцзи (лат. Banji, пиньинь 斑嵴龍 — читается как «ба́ньцзи», что означает «полосатый гребень») — род хищных ящеротазовых динозавров из семейства овирапторид, живших во времена позднемеловой эпохи (примерно 70,6—66,043 млн лет назад) на территории нынешней провинции Цзянси в Китае. Включает в себя единственный вид — Banji long.
Описан в 2010 году палеонтологами Сюй Сином (Xu Xing) и Фэн-Лю Ханем (Feng-Lu Han) по частичной кости черепа и нижней челюсти. Образец был передан в дар китайскому Институту палеонтологии позвоночных и палеоантропологии любителем-коллекционером, нашедшим ископаемые в районе города Ганьчжоу. Исходя из информации о месте обнаружения, предоставленной коллекционером, окаменелости, вероятно, относятся к верхнемеловой (маастрихтской) формации Nanxiong. Название Banji long образовано от китайских слов, и буквально означает «длинный гребень дракона».
Название Banji long полностью образовано от китайских слов. Родовое имя состоит из «ban» и «ji» — что в переводе означает «полосатый гребень». Видовое имя «long» на китайском означает дракон, эквивалент латинскому «saurus». Видовое имя дано для чтения в тандеме с родовым, и вместе означает «дракон с полосатым гребнем».